# Championnat du Japon de football 1973
Le Championnat du Japon de football 1973 est la neuvième édition de la Japan Soccer League. 

## Classement de la première division
| Pos | Club                           | Pts | J  | G  | N | D  | Bp | Bc | Diff | Note                               |
| --- | ------------------------------ | --- | -- | -- | - | -- | -- | -- | ---- | ---------------------------------- |
| 1.  | Mitsubishi Motors              | 30  | 18 | 14 | 2 | 2  | 35 | 12 | ＋23 | Champion                           |
| 2.  | Hitachi                        | 25  | 18 | 12 | 1 | 5  | 35 | 18 | ＋17 |                                    |
| 3.  | Yanmar Diesel                  | 23  | 18 | 10 | 3 | 5  | 40 | 17 | ＋23 |                                    |
| 4.  | Towa Real Estate               | 21  | 18 | 9  | 3 | 6  | 29 | 22 | ＋7  |                                    |
| 5.  | Furukawa Electric              | 21  | 18 | 9  | 3 | 6  | 31 | 27 | ＋4  |                                    |
| 6.  | New Japan Steel (Yawata Steel) | 16  | 18 | 7  | 2 | 9  | 25 | 26 | －1  |                                    |
| 7.  | Toyota Motors                  | 15  | 18 | 5  | 5 | 8  | 22 | 31 | －9  |                                    |
| 8.  | Toyo Industries                | 14  | 18 | 4  | 6 | 8  | 16 | 28 | －12 |                                    |
| 9.  | Nippon Kokan                   | 12  | 18 | 4  | 4 | 10 | 24 | 32 | －8  | Barrage promotion-relégation D1/D2 |
| 10. | Tanabe Pharmaceuticals         | 3   | 18 | 1  | 1 | 16 | 7  | 51 | －44 | Barrage promotion-relégation D1/D2 |

## Barrage de promotion-relégation D1/D2
| JSL Division 1        | Aller | Retour | JSL Division 2   |
| --------------------- | ----- | ------ | ---------------- |
| Nippon Kokan          | 2-1   | 2-2    | Kofu Club        |
| Tanabe Pharmaceutical | 2-1   | 0-2    | Eidai Industries |

Eidai est promu en première division, Tanabe est relégué en deuxième division.

## Classement des buteurs de la D1
| Joueur          | Nombre de buts |
| --------------- | -------------- |
| Akira Matsunaga | 11             |

## Classement de la deuxième division
| Pos | Club                        | Pts | J  | G  | N | D  | Bp | Bc | Diff | Note                                       |
| --- | --------------------------- | --- | -- | -- | - | -- | -- | -- | ---- | ------------------------------------------ |
| 1   | Eidai Industries            | 26  | 18 | 11 | 4 | 3  | 51 | 24 | ＋27 | Barrage promotion-relégation D1/D2         |
| 2   | Kofu Club                   | 26  | 18 | 12 | 2 | 4  | 39 | 25 | ＋14 | Barrage promotion-relégation D1/D2         |
| 3   | Yomiuri S.C.                | 24  | 18 | 10 | 4 | 4  | 40 | 21 | ＋19 |                                            |
| 4   | Fujitsu                     | 22  | 18 | 9  | 4 | 5  | 33 | 28 | ＋5  |                                            |
| 5   | NTT Kansai                  | 21  | 18 | 8  | 5 | 6  | 31 | 29 | ＋2  |                                            |
| 6   | Dainichi Densen             | 16  | 18 | 6  | 6 | 7  | 30 | 34 | －4  |                                            |
| 7   | Kyoto Shiko Club            | 14  | 18 | 5  | 4 | 9  | 31 | 35 | －4  |                                            |
| 8   | Teijin S.C. Matsuyama       | 13  | 18 | 4  | 5 | 9  | 21 | 43 | －22 |                                            |
| 9   | Toyota Automated Loom Works | 9   | 18 | 2  | 6 | 11 | 30 | 34 | －4  | Barrage promotion relégation D2/Senior Cup |
| 10  | Nippon Light Metal          | 9   | 18 | 3  | 3 | 12 | 25 | 48 | －23 | Barrage promotion relégation D2/Senior Cup |

## Barrage promotion relégation D2/Senior Cup
| JSL 2                       | Aller | Retour | Senior Cup                                   |
| --------------------------- | ----- | ------ | -------------------------------------------- |
| Toyota Automated Loom Works | 1-1   | 1-2    | Hitachi Ibaraki (Finaliste de la Senior Cup) |
| Nippon Light Metal          | 2-2   | 1-2    | Sumitomo (Vainqueur de la Senior Cup)        |

Hitachi Ibaraki et Sumitomo sont promus en D2, Toyota ALW et Nippon Light Metal sont relégués.